# NWA New Zealand Heavyweight Championship
O NWA New Zealand Heavyweight Championship foi um título primário da National Wrestling Alliance (NWA), tendo sido o primeiro disputado por lutadores neo-zelandeses na história, e um dos mais velhos do mundo.
Gisborne Katene foi o vencedor inicial, após derrotar Frank Findlay em 1919. O título foi inativado após a vitória de A.J. Freeley em 22 de novembro de 1992.